# Mec Ajrum

SS
Mec Ajrum – wieś w Armenii, w prowincji Lorri. W 2011 roku liczyła 581 mieszkańców.